# Province de Tiền Giang
Tiền Giang est une province du sud du Viêt Nam située dans le delta du Mékong. Sa capitale est Mỹ Tho.

## Administration
La province comprend une municipalité Mỹ Tho, une ville Gò Công, et 8 districts:
1. Gò Công Đông
2. Gò Công Tây
3. Chợ Gạo
4. Châu Thành
5. Tân Phước
6. Cai Lậy
7. Cái Bè
8. Tân Phú Đông

## Sources
1. ↑  Area, population and population density in 2012 by province, General Statistics Office Of Vietnam (lire en ligne)